# Gold Coast Jamboree
Het Gold Coast Jamboree was een Amerikaans countryprogramma, dat werd uitgezonden door WMIE uit Miami, (Florida).

## Geschiedenis
Het Gold Coast Jamboree startte in de zomer van 1956. Het werd geproduceerd door Ben Yearty en bevatte vanaf het begin de countrysterren Marilyn & Wesley Tuttle. Tuttle aanvaardde daarbij ook de functie van directeur. Het Gold Coast Jamboree vond elke zaterdagavond van 20:00 uur tot middernacht plaats in het Hialeah City Auditorium en werd vanaf 22:00 uur live uitgezonden via WMIE. In de herfst van 1957 werd het evenement echter weer stop gelegd. WMIE is tegenwoordig een christelijke zender en ontkent ooit zulk een programma te hebben uitgezonden. Volgens WMIE was het station weliswaar incidenteel geregistreerd in Miami, maar had altijd vanuit Cocoa uitgezonden. In de praktijk was WMIE tijdens de jaren 1950 in Miami zeer populair met dj's als Cracker Jim Brooks en Uncle Wade.
Het gezelschap van de Gold Coast Jamboree werd zeer gekenmerkt door countrymuzikanten als Jimmy Hartley, Ann Clark en de Dixie Darlings. De enige rockabillygroep van de show was Tommy Spurlin en zijn Southern Boys, die onder contract stonden bij Perfect Records.
De plaatselijke tegenpool was WMIL's Old South Jamboree.

## Gasten en leden
- Tommy Spurlin and the Southern Boys
- Marilyn & Wesley Tuttle
- Kenny Lee
- Jimmy Hartley
- The Country Pals
- Ann Clark
- The Dixie Darlings